# Bridgerton
Bridgerton este un serial de televiziune american din genul istoric și romantic⁠(d) creat de Chris Van Dusen⁠(d) pentru Netflix. Bazat pe seria de cărți de Julia Quinn, este primul serial al lui Shondaland pentru Netflix. Serialul este plasat la începutul anilor 1800 într-o epocă alternativă a Regenței Londrei, în care George al III-lea a instituit egalitatea rasială⁠(d) și a acordat multor persoane de origine africană titluri de aristocrație datorită moștenirii africane a soției sale, regina Charlotte. Telespectatorul este invitat să observe sezonul social extrem de competitiv, în care tânăra nobilime și cei care au ajuns la vârsta căsătoriei sunt prezentați societății.
Primul sezon a debutat pe 25 decembrie 2020. Al doilea sezon a avut premiera pe 25 martie 2022. Al treilea sezon a avut două părți, care au avut premiera pe 16 mai și, respectiv, 13 iunie 2024. Seria a fost reînnoită pentru un al patrulea sezon în aprilie 2021.  Al patrulea sezon va fi lansat în august 2026. În mai 2023, a fost lansat Queen Charlotte: A Bridgerton Story⁠(d), un serial spin-off axat pe Regina Charlotte.
Bridgerton a fost primit pozitiv pentru regie, performanțele actorilor, producție și scenografie, câștigând două premii Primetime Creative Arts Emmy, unul pentru machiaj (Make-Up Artists And Hair Stylists Guild Awards) și nominalizări la Primetime Emmy Awards⁠(d), Screen Actors Guild Awards, Premiul Satellite și premii NAACP image. Partitura muzicală a compozitoarei Kris Bowers⁠(d) a câștigat o nominalizare la premiul Grammy pentru cea mai bună coloană sonoră pentru media vizuală⁠(d).